# Tuxophorus zonichthi
Tuxophorus zonichthi is een eenoogkreeftjessoort uit de familie van de Caligidae. De wetenschappelijke naam van de soort is voor het eerst geldig gepubliceerd in 1978 door Uma Devi & Shyamasundari.